# Suisse au Concours Eurovision de la chanson 1961
La Suisse a participé au Concours Eurovision de la chanson 1961, alors appelé le « Grand prix Eurovision de la chanson européenne 1961 », à Cannes, en France. C'est la 6e participation suisse au Concours Eurovision de la chanson.
Le pays est représenté par la chanteuse Franca di Rienzo et la chanson Nous aurons demain, sélectionnées par la Televisione svizzera di lingua italiana (TSI) au moyen d'une finale nationale.

## Sélection

### Concours Eurovision 1961
Le radiodiffuseur suisse pour les émissions italophones, Televisione svizzera di lingua italiana (TSI) (l'actuel RSI La 1), organise la sélection suisse Concours Eurovision 1961, ou la Finale Svizzero 1961, pour sélectionner l'artiste et la chanson représentant la Suisse au Concours Eurovision de la chanson 1961.
La finale nationale a eu lieu le 6 février 1961 aux studios de la TSI à Lugano.
Les chansons sont interprétées en allemand, français ainsi qu'en italien, langues officielles de la Suisse.
Lors de cette sélection, c'est Franca di Rienzo et la chanson Nous aurons demain, écrite par Émile Gardaz et composée par Géo Voumard avec Fernando Paggi comme chef d'orchestre, qui furent choisies. Le classement des autres chansons est inconnu.

#### Finale
| Ordre | Interprète       | Chanson                | Traduction                 | Langue   | Place |
| ----- | ---------------- | ---------------------- | -------------------------- | -------- | ----- |
| 1     | Carla Boni       | Voglio baciarti ancora | Je veux t'embrasser encore | Italien  | -     |
| 2     | Jo Roland        | Nous deux              | -                          | Français | -     |
| 3     | Jo Roland        | Stop                   | -                          | Français | -     |
| 4     | Anita Traversi   | Finalmente             | Finalement                 | Italien  | -     |
| 5     | Franca di Rienzo | Fermé pour la vie      | -                          | Français | -     |
| 6     | Anita Traversi   | L'ingresso nei sogni   | L'entrée des rêves         | Italien  | -     |
| 7     | Ines Taddio      | Eine kleine Melodie    | Une petite mélodie         | Allemand | -     |
| 8     | Carla Boni       | Addio parole d'amore   | Adieu paroles d'amour      | Italien  | -     |
| 9     | Franca di Rienzo | Nous aurons demain     | -                          | Français | 1     |

## À l'Eurovision
Chaque pays a un jury de dix personnes. Chaque membre du jury peut donner un point à sa chanson préférée.

### Points attribués par la Suisse
| 7 points | Royaume-Uni                   |
| 1 point  | Luxembourg Monaco Yougoslavie |

### Points attribués à la Suisse
| 10 points | 9 points | 8 points | 7 points                                              | 6 points                |
| --------- | -------- | -------- | ----------------------------------------------------- | ----------------------- |
|           |          |          |                                                       |                         |
| 5 points  | 4 points | 3 points | 2 points                                              | 1 point                 |
|           | - Suède  |          | - Autriche - Italie - Monaco - Pays-Bas - Royaume-Uni | - Espagne - Yougoslavie |

Franca di Rienzo interprète Nous aurons demain en 10e position, après la France et avant la Belgique. Au terme du vote final, la Suisse termine 3e sur 16 pays, recevant 16 points.